# Clubiona picturata
Clubiona picturata är en spindelart som beskrevs av Christa L. Deeleman-Reinhold 200. Clubiona picturata ingår i släktet Clubiona och familjen säckspindlar.
Artens utbredningsområde är Bali. Inga underarter finns listade i Catalogue of Life.